# Харкевич, Александр Александрович
Алекса́ндр Алекса́ндрович Харке́вич (21 января [3 февраля] 1904 или 3 февраля 1904, Санкт-Петербург — 30 марта 1965, Москва, РСФСР, СССР) — советский учёный в области радиотехники, электроники, акустики и приборостроения, член-корреспондент АН УССР, действительный член АН СССР (26.06.1964), профессор.

## Биография
В 1924 году — монтёр в аккумуляторной лаборатории, позже практикант, техник и руководитель работ на заводе. С 1922 по 1930 год учился в Ленинградском электротехническом институте имени В. И. Ульянова (Ленина). К 1938 году — доктор технических наук, профессор, крупный специалист в области теоретической и прикладной акустики.
В начале 1950-х годов переехал в Москву и, объединив несколько разрозненных групп, создал и возглавил Институт проблем передачи информации Академии наук СССР. Он возглавлял этот институт вплоть до своей кончины. В 2004 году институту присвоено имя А. А. Харкевича.
Скончался 30 марта 1965 года в Москве. Похоронен на Новодевичьем кладбище.

## Мера Харкевича
Мера Харкевича — мера оценки целесообразности информации, предложенная А. А. Харкевичем: {\displaystyle x=\log {\frac {P_{1}}{P_{0}}}}, где {\displaystyle P_{0}} — вероятность достижения цели до получения информации; {\displaystyle P_{1}} — вероятность достижения цели после получения и использования информации.

## Закон Харкевича
В статье «Информация и техника» («Коммунист», 1962, № 12) сформулирован в виде «Количество информации растёт, по меньшей мере, пропорционально квадрату промышленного потенциала страны».

## Семья
Мать — Евгения Адамовна Харкевич (урождённая Кричевская, во втором браке Храповицкая), педолог, из семьи крещёного еврея Адама Фёдоровича Кричевского (?—1916), инспектора 8-й Санкт-Петербургской гимназии и действительного статского советника. Отчим — Иван Евгеньевич Храповицкий, дворянского происхождения.
Брат — Иван Иванович Харкевич—Храповицкий (1913—2007), советский художник-график, плакатист.

## Работы
- «Экспериментальное исследование некоторых свойств репродукторов», 1928 г.
- «О детектировании биений», 1930 г.
- «Опыт расчёта рупорного электродинамического громкоговорителя», 1930 г.
- «Электромеханические аналогии», 1931 г.
- «К вопросу о новой системе электромагнитных говорителей», 1932 г.
- «Электроакустическая аппаратура», монография 1933 г.
- «Примеры технических расчётов в области акустики», 1938 г.
- «Теория электроакустических аппаратов», 1940 г.
- «Теория преобразователей», 1948 г.
- «Неустановившиеся волновые явления», 1950 г. (в 2010 году переиздана издательством Либроком)
- «Автоколебания», 1952 г. (в 2009 году переиздана издательством Либроком)
- «Спектры и анализ», монография 1952 г. (в 2009 году переиздана издательством Либроком)
- «Очерки общей теории связи», 1955 г.
- «Нелинейные и параметрические явления в радиотехнике», 1956 г.
- «Теоретические основы радиосвязи», 1957 г.
- «Основы радиотехники», 1962 г. (в 2007 году переиздана издательством ФИЗМАТЛИТ)
- «Борьба с помехами», монография 1963 г.

В 1973 году изданы избранные труды в 3-х томах:
- Харкевич А. А. Избранные труды в 3-х томах. Том 1. Теория электроакустических преобразователей. Волновые процессы. — М.: Наука, 1973. — 400 с.
- Харкевич А. А. Избранные труды в 3-х томах. Том 2. Линейные и нелинейные системы. — М.: Наука, 1973. — 568 с.
- Харкевич А. А. Избранные труды в 3-х томах. Том 3. Теория информации. Опознание образов. — М.: Наука, 1973. — 524 с.

## Память
В 1978 году издан художественный маркированный конверт, посвящённый академику.